# Pycnarmon pantherata
Pycnarmon pantherata là một loài bướm đêm trong họ Crambidae.